# Euxoa tetra
Euxoa tetra är en fjärilsart som beskrevs av Walker 1865. Euxoa tetra ingår i släktet Euxoa och familjen nattflyn. Inga underarter finns listade i Catalogue of Life.